# Ptilodegeeria lindigi
Ptilodegeeria lindigi là một loài ruồi trong họ Tachinidae.